# 한해살이 식물

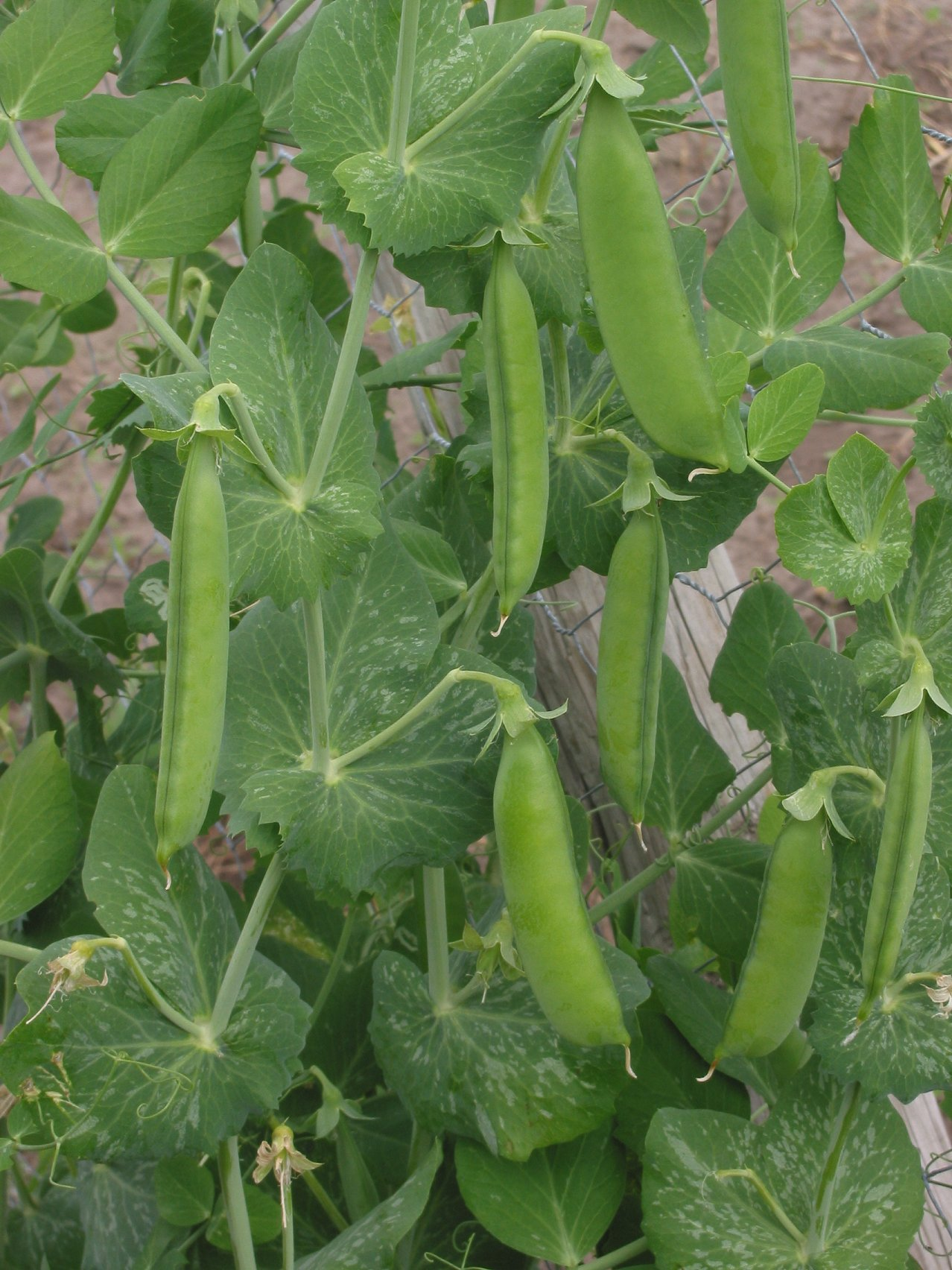
완두콩은 한해살이 식물이다.

한해살이 식물(영어: annual plant) 또는 일년생식물(一年生植物)은 풀 중에 겨울을 나지 못하는 풀을 말한다.
보통 봄에 싹이나서 여름내 자라나 꽃을 피우고 열매를 맺은 다음, 겨울이 오기 전에 시들고, 추운 겨울동안은 씨앗의 형태로 땅속에 잠들어 있다. 한해살이풀, 당년초, 일년생 초본, 일년초 등의로도 칭하며 나팔꽃, 녹두, 벼, 호박, 옥수수,가시연, 가시박, 강낭콩, 강아지풀, 미국나팔꽃 , 코스모스 따위가 여기에 속하며, 간혹 두해살이풀을 한해살이풀로 잘못 알기도 한다.이 때 해바라기는 종류가 많아서 한해살이도있고, 두해살이도있다.

## 같이 보기
- 두해살이 식물
- 여러해살이 식물